# Małgorzata Iwanicz-Drozdowska
Małgorzata Iwanicz-Drozdowska (ur. 27 stycznia 1971 w Wałbrzychu) – polska ekonomistka i urzędniczka państwowa, profesor nauk ekonomicznych, w 2019 zastępca przewodniczącego Komisji Nadzoru Finansowego.

## Życiorys
W 1995 ukończyła studia w Szkole Głównej Handlowej. Została następnie nauczycielką akademicką w Kolegium Zarządzania i Finansów SGH oraz kierowniczką Katedry Systemu Finansowego, wykładała też w Wyższej Szkole Ekonomicznej w Bochni. W 1997 doktoryzowała się na macierzystej uczelni na podstawie pracy pt. Zewnętrzne i wewnętrzne normy ostrożnościowe w działalności banków jako element zarządzania ryzykiem. W 2001 uzyskała tamże habilitację, broniąc rozprawę pt. Determinanty bezpieczeństwa banków w świetle analizy wybranych kryzysów bankowych. 30 grudnia 2009 otrzymała tytuł profesor nauk ekonomicznych. Została członkiem Komitetu Nauk o Finansach Polskiej Akademii Nauk. W pracy naukowej specjalizuje się w zakresie finansów, bankowości i ubezpieczeń, autorka około 200 publikacji naukowych. Była stypendystką Georgetown University i Deutsche Stiftung für internationale rechtliche Zusammenarbeit, a także visiting fellow w Columbia University oraz visiting researcher w Stern School of Business Uniwersytetu Nowojorskiego.
Od połowy lat 90. pracuje w sektorze finansowym, m.in. jako członek rad nadzorczych spółek oraz innych podmiotów (m.in. Ubezpieczeniowego Funduszu Gwarancyjnego, Alior Banku, Meritum Banku ICB oraz PFR TFI SA). 4 lutego 2019 została powołana przez premiera Mateusza Morawieckiego na stanowisko zastępcy przewodniczącego Komisji Nadzoru Finansowego, odpowiadała za nadzór nad bankami, SKOK-ami i instytucjami płatniczymi. W tym czasie była także członkiem Rady Organów Nadzoru Europejskiego Urzędu Nadzoru Bankowego. Odwołana ze stanowiska z dniem 6 grudnia 2019 po złożeniu rezygnacji.
Prezes Zarządu Krajowego Związku Banków Spółdzielczych w kadencji 2024–2028.

## Odznaczenia
Odznaczona Medalem Komisji Edukacji Narodowej (2006) oraz Srebrnym (2006) i Złotym (2017) Krzyżem Zasługi.